# František Berdych starší
František Berdych (5. května 1864, Volduchy – 15. ledna 1946, Praha) byl někdejší ředitel a tajemník kanceláře Jednoty úředníků samospráv v Praze, starosta Sokola Plzeň I., právník a redaktor Hospodářských novin.

## Život
Narodil se 5. května 1864 v obci Volduchy poblíž Rokycan do rodiny Františka Serafína Berdycha, krejčovského mistra, později horníka v Sulkově, jako prvorozený syn. Byl z devíti sourozenců. Školní docházku odbýval nejprve v Rokycanech a později v Plzni, kde v roce 1884 odmaturoval. Po jednoroční vojenské službě u rakousko-uherské armády nastoupil na Právnickou fakultu C.k. české Karlo-Ferdinandovy univerzity (dnes Univerzita Karlova), kterou úspěšně absolvoval.
V roce 1892 se v Rokycanech oženil s Františkou Wopaletzkou, dcerou Fr. Wopaletzkého, úředníka okresního zastupitelstva v Plzni. Měli spolu šest dětí, mezi než patří druhorozený syn JUDr. František Berdych, ředitel Československé národní rady a JUDr. Otakar Berdych, vrchní komisař Ministerstva zemědělství, manžel Jany Berdychové, známé české profesorky tělocviku.

### Profesní život v Plzni
V roce 1889 byl ustanoven úředníkem při okresním výboru v Plzni a od roku 1891 pak konceptním adjunktem. Od roku 1898 byl tajemníkem okresního zastupitelstva v Plzni. V této funkci setrval do roku 1920, kdy odešel do výslužby. Do roku 1920 byl také starostou plzeňského Sokola. V této funkci se proslavil, když vedl vojenské velení při plzeňském převratu v říjnu roku 1918 souvisejícím s rozpadem Rakousko-Uherské monarchie. Tehdy měl Sokol a Dělnická tělocvičná jednota, stejně jako plzeňská sokolovna a radnice zásadní roli při organizaci převratu. 29. října 1918 byl Národním výborem ustanoven jako delegát pro vojenské staniční velitelství.

### Členství v organizacích
V době, kdy stále žil a pracoval v Plzni, se aktivně účastnil společenského života a zapojoval se do činností nejrůznějších spolků a organizací. Měl zásluhy na plzeňské výpravě na Národopisnou a jubilejní výstavu českoslovanskou v Praze roku 1895. Byl členem výboru Ústřední matice školské, pokladníkem Spolku pro zbudování pomníku Tylovi, dále zakládajícím členem a sběratelem příspěvků pro Spolek pro zbudování pomníku Husova v Praze a do roku 1920 starostou plzeňského Sokola.

### Život v Praze
Roku 1920 se s manželkou přestěhovali za svými syny do Prahy. Od roku 1921 do roku 1930 byl tajemníkem a ředitelem kanceláře Jednoty československých samosprávných úředníků v Praze a redaktorem Zájmů samosprávných úředníků (periodikum). Přispíval články z praxe a judikatury do Samosprávného Obzoru a Zájmů samosprávných úředníků. Dva ročníky Hospodářských Novin byl jejich redaktorem.
Zemřel 15. ledna 1946 v Praze a byl pohřben do rodinného hrobu na hřbitově Malvazinky.